# Хусамеддин Махмуд (бей Алайе)
Хусамеддин Махмуд б. Алаэддин (тур. Hüsameddin Mahmud b. Alâeddin) — правитель бейлика Алайе с 1364 до, как минимум, 1374 года. Период правления Хусамеддина Махмуда отмечен интенсивной борьбой против короля Кипра Пьера I, который неоднократно нападал на Алайе.

## Биография
Махмуд был сыном бея Алайе Алаэддина б. Юсуф. В период правления Алаэддина король Кипра Пьер I, захватил Корикос у Армянского царства (1360) и Анталию у Теке-бея (1361). Алаэддин скончался в то время, когда флот Кипра в очередной раз угрожал побережью Анатолии, и Махмуд наследовал отцу. Пьер I пытался захватить весь регион между Корикосом и Анталией. В сентябре 1364 года кипрское войско разграбило побережье от Анталии до Алайе, вошли в порт Алайе и напали на замок, но были вынужден бежать от туркменских судов. Махмуд-бей принял ответные меры, в ноябре 1364 года его суда высадились на Кипре для грабежа и взяли много пленных.
Пьер I отправился в путешествие по Европе, чтобы набрать солдат, вернулся на остров в 1365 году и напал со своим флотом на Александрию. Разграбив в течение трёх дней город, который в то время считался одним из самых богатых мест в мире, Пьер I нанёс серьёзный удар по средиземноморской торговле. Он планировал атаковать и сирийские порты, но угрозы мамлюков и запрет венецианцев и генуэзцев заставили его передумать. Вместо Сирии он нацелился на Алайе. В 1366 году (рамадан 767 года Хиджры) Пьер прибыл с двадцатью двумя кораблями, чтобы захватить Алайе. Его воины захватили порт, пересекли ров, защищавший город, и напали на замок, однако стрельба туркменских лучников заставила их отступить. Ибн Кади Шухбе (историк и юрист из Дамаска, живший в 1377—1448) упоминал, что защитники Алайе при поддержке Караманидов оттеснили нападавших на берег, повесили захваченных крестоносцев на бастионах замка, а также захватили несколько кораблей.
Провал атаки на Алайе оказал значительное влияние на ситуацию в регионе. Мамлюкский султан послал письма с предложением вступить в антикипрский альянс Хусамеддину Махмуду, Караманоглу Алаэддину, Хамидоглу Хусамеддину Ильясу, Мубаризюддину Мехмеду, Айдыноглу Исе, Ментешеоглу Мусе и его брату Кирману, Саруханоглу Исхаку-бею. В феврале 1367 года большинство из них прибыли к Караманоглу Алаеддину-бею. Собралась армия из 40 000 человек, которая под командованием Алаэддина подошла к Корикосу. Корикос 1360 года принадлежал Кипру, так что горожане укрылись во внутреннем городе и отправили двух послов Пьеру I, который немедленно отправил помощь осаждённым под командованием брата, поскольку нуждался в форпосте на анатолийском побережье. По сообщению Леонтия Махеры, «через три дня господин принц [брат Пьера] приказал жителям Корхигоса выйти из крепости для баталии. Бог даровал христианам победу, они разбили турок, а также они нанесли много ранений Великому Караману». 7 марта 1367 года беи сняли осаду и ушли от Корикоса.
Теке-бей неоднократно пытался вернуть Анталию и много раз осаждал её, пока не отбил её 14 мая 1373 года. С повторным завоеванием Анталии давление Кипра на регион прекратилось, и в память об этом событии Хусамеддин Махмуд-бей построил в Алайе мечеть Гюлевшен в 1374 году. Нет информации о том, когда и где умер Хусамеддин Махмуд бей.
В надписи на надгробии, найденной в Эгридире, упоминается, что у него был сын по имени Джелаледдин, который был в 1412 году здесь беем. Также утверждается, что у него был ещё один сын по имени Алаеддин Гайби, известный как Кайгусуз Абдал.